# Capitojoppa amazonica
Capitojoppa amazonica  (лат.) — вид перепончатокрылых насекомых, паразитических наездников из семейства ихневмонид. Выделяется в монотипный род Capitojoppa. Описан в 2023 году из равнинных влажных лесов Перу. Голотип (самка) и паратип (самец) были собраны в Национальном заповеднике Альпауайо-Мишана на северо-востоке Перу. 
Морфологически очень своеобразен и отличается от всех известных родов ихневмонин. Тело крепкое, голова крупная, широкая; крупные мандибулы с широко расставленными, примерно одинаковыми зубцами; верхняя губа обнажена и видна при виде спереди; супраклипеальная область и клипеус без латерального гребня; затылочный киль полный и у основания нижней челюсти сливается с гипостомальным килем; перепонка крыла прозрачная; проподеум без отчетливых дорсальной и задней граней (передний край сильно пологий, а проподеум пологий назад); дорсомедиальная поверхность задних тазиков грубо исчерчена; задний тазик без скопы; Т1 продольно исчерченный; Т2 продольно исчерчен медиально; гастроцелус глубоко вдавлен; тиридий хорошо развит; вершина метасомы самки оксипиготная.
Вид известен только из типового местонахождения в западной части Перуанской Амазонии (Национальный заповедник Альпауайо-Мишана). Предполагается, что ареал рода Capitojoppa может быть ограничен равнинной частью бассейна Амазонки.
Паразитический наездник, однако хозяин неизвестен. Другая информация о биологии вида также неизвестна.